# Seznam slovenskih organistov
Seznam slovenskih organistov (orglavcev)

## B
- Tilen Bajec
- Franc Ban
- Gašper Banovec
- Renata Bauer
- Hubert Bergant
- Aljaž Bernik
- Karel Bervar
- Milko Bizjak
- Matej Burger

## C
- Rudolf Cerc
- Avgust Cerer
- Barbara De Costa

## Č
- Mihael Čok
- Lidija Čop
- Boža Čotar

## D
- Jurij Dobravec
- Eva Dolinšek
- Tjaša Drovenik Adamec

## F
- Danilo Fajgelj
- Luca Ferrini
- Anton Foerster
- Majda Fras Leva
- Saša Frelih - Mišo (1947-2025)

## G
- Polona Gantar
- Janez Gašparič
- Andreja Golež Gruden
- Frančiška Goršič

## H
- Monika Habinc Rostohar?
- Ignacij Hladnik

## J
- Andrej Jarc
- Simon Jager
- Gašper Jereb?
- Dušan Ješelnik
- Anton Jobst

## K
- Klemen Karlin
- Jurij Kernel
- Leon Kernel
- Franc Kimovec
- Metoda Kink
- Damjana Kinkela
- Gregor Klančič (1971)
- Daniel Knific
- Cecilija Kobal
- Lojze Kobal
- Ana Kokotec?
- David Končan
- Anita Kralj
- Dominik Krt

## L
- Ivan Laharnar
- Tatjana Leben (1965)
- Tine Likovič

## M
- Primož Malavašič
- Maruša Mavrič
- Jakob Mazi
- Silvo Mihelič?
- Dalibor Miklavčič
- Marko Motnik
- Matjaž Meglič

## N
- Tomaž Nagode

## O
- Cecilija Oblonšek
- Ljerka Očić
- Jože Osana

## P
- Mario Perestegi (1971-) (Hrvat)
- Franc Ovca Pestotnik
- Barbara Pibernik
- Florijan Pintar
- Snježana Pleše Žagar
- Tereza Podlogar
- Marija Snežka Podpečan
- Matej Podstenšek
- Luka Posavec
- Marjan Potočnik (1949)
- Tone Potočnik
- Franc Požun
- Stanko Premrl

## R
- Primož Ramovš
- Pavel Rančigaj
- Dimitrij Rejc

## S
- Barbara Sevšek (>> Barbara de Costa)
- Tomaž Sevšek Šramel
- Josip Sicherl
- Roman Silič
- Franc Sivec
- Venceslav Snoj
- Maks Strmčnik

## Š
- Franc Šepec?
- Vinko Škerlavaj
- Aljoša Škorja
- Krispina (Neža) Šribar
- Nina Štaleker

## T
- Angela Tomanič
- Matija Tomšič?
- Mirjam Tozon

## U
- Marjeta Urbanič Rudolf

## V
- Andrej Vavken
- Evangelista (Julija) Vogel
- Jožef Vidergar

## W
- Anton Wornig?

## Z
- Ema Zapušek

## Ž
- Teodor Žalik
- Martin Železnik?